# نيكولاي أمير الدنمارك
نيكولاي أمير الدنمارك (بالدنماركية: Prins Nikolai)‏ (28 أغسطس 1999) هو الابن الأكبر ليواكيم أمير الدنمارك وزوجته ألكسندرا كونتيسة فردريكسبورج.

## روابط خارجية
- نيكولاي أمير الدنمارك على موقع IMDb (الإنجليزية)